# Сабадиш Петро Євлампійович
Петро́ Євла́мпійович Сабади́ш (3 січня 1909, Олександрівськ — 16 червня 1994, Київ) — український живописець; член Спілки радянських художників України.

## Біографія
Народився 21 грудня 1908 [3 січня 1909] року у місті Олександрівську (нині Запоріжжя, Україна). 1932 року закінчив Київський інститут пролетарської мистецької культури, де навчався у Олександра Богомазова, Віктора Пальмова, Михайла Бойчука. Член КПРС з 1953 року.
Мешкав у Києві в будинку на вулиці Червоноармійській, № 70/9, квартира № 5. Помер у Києві 16 червня 1994 року.

## Творчість

«Соняшники».

Працював у галузі станкового живопису, створював пейзажі. Серед робіт:
- «Збирання яблук» (1929, акварель);
- «Колгоспниця» (1934);
- «Ставок» (1939);
- «Узбек з кетменем» (1941);
- «Вулиця у старому місті» (1944);
- «Дніпрові далі» (1953);
- «Ріка Роставиця» (1957);
- «Соняшники» (1960);
- «Канівські далі» (1964);
- «На Полтавщині» (1967);
- «Золота осінь у колгоспі» (1975);
- «Пройшла гроза війни» (1978);
- «Голуба далечінь» (1979).

З 1929 року брав участь у художніх виставках. Персональна виставка відбулася у Києві 1959 року.

## Відзнаки
- Нагороджений Грамотою Президії Верховної Ради УРСР;
- Заслужений художник УРСР з 1974 року.